# 胜利街道 (哈尔滨市)
胜利街道是中国黑龙江省哈尔滨市道外区下辖的一个街道，位于道外区西北，东与太古街道接壤，南与南马街道相接。

## 行政区划
下辖以下地区：
浴海社区、升平社区和三马社区。